# Khadjimourat Akkaïev
Khadjimourat Magomedovitch Akkaïev (en russe : Хаджимурат Магомедович Аккаев) ou Hacımurat Muhammedoviç Akkayev, né le 27 mars 1985 à Tyrnyaouz en Kabardino-Balkarie (Russie), est un haltérophile russe.

## Biographie
Il a concouru dans l'épreuve masculine des moins de 94 kg aux Jeux olympiques d'Athènes en 2004 où il a remporté une médaille d'argent. Il mesure 178 cm pour 94 kg.
Aux Jeux olympiques de Pékin de 2008 il remporte la médaille de bronze dans la catégorie des moins de 94 kg, avec un total de 402 kg, mais en est déchu en 2016 par le CIO pour un test positif au turinabol.

## Palmarès

### Haltérophilie aux Jeux olympiques
- Haltérophilie aux Jeux olympiques d'été de 2004 à Athènes
  -  Médaille d'argent en moins de 94 kg.
- Haltérophilie aux Jeux olympiques d'été de 2008 à Pékin
  -  Médaille de bronze en moins de 94 kg. Disqualifié.

### Championnats du monde d'haltérophilie
- Championnats du monde d'haltérophilie 2011 à Paris
  -  Médaille d'or en moins de 105 kg.

### Championnats d'Europe d'haltérophilie
- Championnats d'Europe d'haltérophilie 2011 à Kazan
  -  Médaille d'or en moins de 105 kg.